# Сытьково (Московская область)
Сытьково — деревня в Рузском районе Московской области, входящая в состав сельского поселения Старорузское. В деревне числятся 2 улицы. До 2006 года Сытьково входило в состав Комлевского сельского округа. В деревне средняя школа и детский сад № 19.
Деревня расположена в центральной части района, на правом берегу реки Рузы, на противоположном от города Руза берегу реки, высота центра деревни над уровнем моря 174 м. Ближайшие населённые пункты — Старо в 1,3 км на северо-запад и Брыньково в 700 м на юго-восток.

## Население
| 2002 | 2006 | 2010 |
| ---- | ---- | ---- |
| 781  | ↗868 | ↘820 |